# Jože Zajec
Jože Zajec, slovenski lutkar in režiser, * 9. december 1950, Ljubljana.

## Življenje in delo
Po diplomi na ljubljanski FE (1979) je študiral na oddelku za likovno pedagogiko PeF v Ljubljani in obiskoval kiparske tečaje na ALU. Kot lutkovni režiser, lutkar in organizator se je začel uveljavljati konec šestdesetih let 20. stoletja Leta 1992 je kot samostojni lutkar ustanovil poklicno lutkarsko skupino ZOOM. V svojih predstavah poudarja soigro lutk in igralca. Kot organizator, tehnolog in režiser je sodeloval z Lutkovnim gledališčem v Ljubljani in Mariboru. Pomemben je njegov prispevek k vlogi lutke za najmlajše. Vodi pa tudi lutkovne seminarje, delavnice, izdeljuje lutke za številne druge lutkovne skupine in svoje znanje o lutkovni tehnologiji posreduje študentom ljubljnske PeF.